# Печеристе тіло

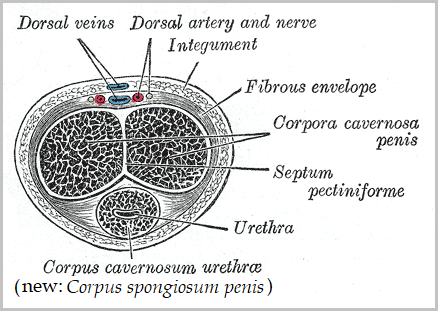
Печеристі та губчасте тіла пеніса

Пече́ристі (каверно́зні) тіла (лат. corpus cavernosum penis, corpus cavernosum clitoridis) — структура еректильної тканини пеніса та клітора (еректильна тканина також містить губчасте (спонгіозне) тіло). Наповнюючись кров'ю під впливом сексуального збудження, печеристі тіла забезпечують ерекцію пеніса та ерекцію клітора під час сексуальної практики.

## Опис
Печеристі тіла розвиваються гомологічно в ембріонів обох статей разом з голівкою пеніса/голівкою клітора із тканин статевого горбка. 

### Печеристі тіла пеніса
У пенісі знаходяться зверху і з боків стовбура і пальпуються при ерекції пеніса у вигляді двох твердих валиків.
Губчасте тіло залишається м'яким і під час ерекції, інакше б від набухання здавило уретру та перешкодять еякуляції. 
Порушення механізму ерекції, дефекти печеристих тіл (хвороба Пейроні, тобто заміна еректильної тканини рубцевою), або відсутність нервових імпульсів до пеніса (пошкодження іннервуючого пеніс нерва або проблеми на психічному рівні) є причиною еректильної дисфункції.
При сексуальному збудженні нервові імпульси досягають кінчиків нервів пеніса і викликають виділення оксиду азоту NO. Оксид азоту викликає розслаблення м'язів печеристих тіл і посилений приплив крові до них. Тіла розбухають, а кровонаповнення збільшує об'єм і твердість пеніса, що дозволяють чоловікові взяти участь у статевому акті. Після еякуляції виділяється норадреналін, і кров швидко відливає від пеніса: ерекція слабшає і зникає, але при збудженні вона досягає максимуму не відразу, а лише при повній готовності ввести пеніс у вагіну.

### Печеристі тіла клітора
У кліторі печеристе тіло знаходиться в тілі клітора і двох ніжках клітора.